# Alan King (cầu thủ bóng đá)
Alan King (sinh ngày 18 tháng 1 năm 1945 ở Birkenhead, Anh) là một cầu thủ bóng đá thi đấu ở vị trí tiền vệ cho Tranmere Rovers, Ellesmere Port, Runcorn, Bangor City và Marine. Ông có 385 lần ra sân cho Tranmere, 341 ở Football League, ghi 38 bàn thắng.
Hiện tại ông là dẫn chương trình trận đấu cho Tranmere.